# Peniculisa ohirugi
Peniculisa ohirugi is een eenoogkreeftjessoort uit de familie van de Pennellidae. De wetenschappelijke naam van de soort is voor het eerst geldig gepubliceerd in 2010 door Uyeno & Nagasawa.